# Dasyhelea pollinosa
Dasyhelea pollinosa är en tvåvingeart som beskrevs av Wirth 1952. Dasyhelea pollinosa ingår i släktet Dasyhelea och familjen svidknott. Inga underarter finns listade i Catalogue of Life.